# Rankery
Rankery - płytkie, kamieniste, słabo ukształtowane gleby bezwęglanowe powstałe ze zwietrzeliny skał masywnych.

## Charakterystyka
Rankery należą do gleb słabo ukształtowanych, wytworzonych ze skał masywnych, najczęściej kwarcowo-krzemianowych (np. granitoidów, gnejsów, piaskowców). Profil glebowy (o miąższości do 50 cm) wykazuje słabe zróżnicowanie na poziomy genetyczne, a w masie glebowej występuje dużo okruchów skalnych. Najwyraźniej się wyróżnia akumulacyjny poziom organiczny, najczęściej typu mor lub modermor. Odczyn gleby w całym profilu jest kwaśny — pH w wodzie 3,5-5,0. Wysycenie kompleksu sorpcyjnego kationami zasadowymi wynosi ok. 5-10%. 
W porównaniu glebami inicjalnymi są to gleby głębsze o morfologicznie wyraźnym poziomie A i zawierające nieco więcej próchnicy.
Typowa sekwencja poziomów genetycznych to: O-C-R
Rankery najczęściej występują w grzbietowych partiach gór lub na stromych stokach. Są one siedliskiem roślinności wysokogórskiej: muraw alpejskich, zarośli połoninowych, zarośli kosodrzewiny, skarłowaciałych lasów lub lasów reglowych. Podobnymi do rankerów, lecz powstałymi na podłożu wapiennym, glebami są rędziny.

## Systematyka
Rankery jest to typ gleby w systematyce gleb Polski (2011), który dzieli się na cztery podtypy: 
- Rząd 2. Gleby słabo ukształtowane (S)
  - Typ 2.1. Rankery (SQ)
    - Podtyp 2.1.1 Rankery typowe (SQt)
    - Podtyp 2.1.2 Rankery butwinowe (SQbu)
    - Podtyp 2.1.3 Rankery z cechami bielicowania (SQbi)
    - Podtyp 2.1.4 Rankery z cechami brunatnienia (SQbr)

W systematyce gleb Polski z 1989 r. rankery również były typem gleby (w dziale I gleby litogeniczne, rzędzie gleby mineralne bezwęglanowe słabo wykształcone) i dzieliły się na trzy podtypy: rankery właściwe, rankery brunatne i rankery bielicowane.

### Podtypy
- Rankery typowe — minimum 10 cm poziom organiczny/próchniczny typu modermor na zwietrzelinie zawierającej przynajmniej 60% okruchów skalnych. Zazwyczaj na głębokości 15–20 cm (maksymalnie 50 cm) jest lita skała. Odczyn części ziemistych ≤5,0. Typowa sekwencja poziomów: O-C-R lub A-C-R
- Rankery butwinowe — zwane też "tangel rankerami". Posiadają 10 cm lub głębszy poziom organiczny (butwinowy) typu mor lub modermor o pH równym 3,5-5,0 i strukturze włóknistej. Poziom ten powstaje pod wpływem górskiego, niesprzyjającego rozkładowi klimatu i znacznym dostawom igliwia. Położona poniżej zwietrzelina zawiera przynajmniej 60% okruchów i może zawierać domieszkę próchnicy. Rankery butwinowe występują pod zaroślami kosodrzewiny lub pod lasami regla górnego. Typowa sekwencja poziomów: O-AC-R
- Rankery z cechami bielicowania — podobne do rankerów typowych lub butwinowych lecz ze słabo rozwiniętym poziomem eluwialnym pod poziomem organicznym. Poziom eluwialny ma zazwyczaj formę jaśniejszych plam lub soczewek. Leżąca poniżej zwietrzelina ma czarnordzawą barwę (wmyta próchnica i związki Fe). Typowa sekwencja poziomów: O-EB-C-R
- Rankery z cechami brunatnienia — podobne do rankerów typowych lecz poniżej poziomu organicznego posiadają poziom wietrzenniowy Bw o cechach brunatnienia. pH w wodzie rzadko może przekraczać 5,0. Typowa sekwencja poziomów: O-AB-C-R

Według systematyki gleb Polski z 1989 r. rankery typowe oraz rankery butwinowe zostałyby zaklasyfikowane jako rankery właściwe, rankery z cechami bielicowania — jako rankery bielicowane, a rankery z cechami brunatnienia — jako rankery brunatne.